# 灰岩皱叶报春
灰岩皱叶报春（学名：Primula forrestii）为报春花科报春花属下的一个种。

## 扩展阅读
- 維基物種上的相關：灰岩皱叶报春